# Медведєв Юрій Михайлович
Юрій Михайлович Медведєв (рос. Юрий Михайлович Медведев, 6 грудня 1937, Красноярськ — 8 листопада 2020, Москва) — російський радянський та російський письменник-фантаст, журналіст, перекладач, колекціонер картин, автор досліджень з історії Росії. Вважається одним із організаторів та ідейних лідерів розгрому радянської наукової фантастики у 60—70 роках XX століття.

## Біографія
Юрій Медведєв народився у 1937 році в Красноярську в сім'ї військового льотчика, у школі навчався в Новосибірську та Алма-Аті. Після закінчення школи працював робітником на будівництві, а в 1956 році вступив до Ризького вищого військового інженерного артилерійського училища, яке закінчив у 1961 році. Протягом двох років Медведєв служив офіцером у Радянській Армії. У 1963 році Юрій Медведєв звільнився у запас, та вступив до Літературного інституту імені Горького на факультет поезії. З 1964 року Медведєв працював у журналі «Техника – молодежи» завідувачем відділу фантастики. У 1974 році він перейшов на роботу завідувачем відділу фантастики, пригод та подорожей у видавництво «Молода гвардія», яке видавало левову частку фантастичної літератури у цей період. На цій посаді він змінив іншого відомого письменника-фантаста Сергія Жемайтіса, якого зняли з роботи за буцімто публікацію ідеологічно шкідливої літератури, тобто творів Стругацьких та Аріадни Громової. Більшість оглядачів роботу Медведєва на цій посаді оцінюють вкрай негативно, вважаючи його головним організатором розгрому радянської наукової фантастики у 70-х роках XX століття, зокрема брати Стругацькі вважають його головним винуватцем цього розгрому. Юрій Медведєв вважав себе прихильником так званої «школи Єфремова» у радянській фантастиці, сам проголосивши себе його спадкоємцем та своїм духовним наставником. На цій посаді Медведєв вступив у серйозний конфлікт не лише з братами Стругацькими, але й з Володимиром Савченком, Дмитром Біленкіним та Сергієм Снєговим. У 1978 році Медведєва на посаді завідувача відділу фантастики та пригод видавництва «Молода гвардія» змінив Володимир Щербаков, який хоча й також вважав себе прихильником «єфремовської школи», проте, на думку братів Стругацьких, зумів помиритися із більшістю відомих фантастів, та відновив у кількісному відношенні випуск фантастичної літератури у видавництві. Юрій Медведєв пізніше працював у газеті «Комсомольська правда» завідувачем відділом моралі, права та листів; пізніше в журналі «Наш современник» завідувачем відділу критики; а в 1984—1989 році в журналі «Москва» завідувачем відділу прози. Проте й надалі Медведєв знаходився у конфлікті з братами Стругацькими, та, на думку багатьох літературних критиків, у своїй повісті «Протей» він натякає, що обшук на квартирі Івана Єфремова відразу після його смерті відбувся за доносом саме Стругацьких, хоча сам Медведєв і відкидає таке припущення. На думку письменника та критика-фантастикознавця Віталія Піщенка, ймовірно Медведєву хтось із людей, яким він довіряв, повідомив, що цей обшук відбувся саме за доносом Стругацьких, тому він повірив цій інформації, та вирішив у такій завуальованій формі повідомити іншим людям цю інформацію. Після 1990 року Юрій Медведєв займався виданням антології російської фантастики під назвою «Бібліотека російської фантастики у двадцяти томах», на думку частини літературних критиків у цій антології Медведєв тенденційно висвітлив еволюцію російської фантастичної літератури від XI до XX століття. Пізніше разом із письменницею Оленою Грушко видав цикл книжок з історії Київської Русі, Росії та побуту росіян.
На початку XXI століття Юрій Медведєв перебрався до Нижнього Новгорода, де працював у фонді «Слов'янська міфологія». Також Медведєв займався виданням словника Володимира Даля, адаптованого під сучасну російську орфографію, а також ініціював встановлення пам'ятників Далю в Москві та Нижньому Новгороді. Також Юрій Медведєв займався колекціонуванням картин на теми слов'янської міфології.
Помер Юрій Медведєв 8 листопада 2020 року в Москві.

## Літературна творчість
Літературну творчість Юрій Медведєв розпочав на початку 60-х років XX століття. Першою його науково-фантастичною публікацією стало оповідання «Роздуми над книгою», опубліковане під псевдонімом «Юлій Кузнецов» у 1960 році. У 60-х роках Медведєв видав також збірку віршів. У жанрі фантастики письменник написав чотири повісті та більше 20 оповідань. Більшість його творів, особливо тих, які увійшли до єдиної збірки «Колісниця часу», написані з позицій панславізму, пропаганди містицизму та окультизму. Проте найбільш відомим він став не стільки своїми літературними творами, а переважно тим, що в них можна знайти завуальовану критику на тогочасних митців, творчість яких ішла врозріз із тогочасними ідеологічними настановами. Зокрема, в оповіданні «Чортова дюжина Оскарів» спостерігається майже прямий натяк на кінорежисера Андрія Тарковського, адже присвятив його Медведєв «світлій пам'яті режисера Барковського, який зникнув десь у Парижі», що могло б служити натяком на ймовірну еміграцію Тарковського, адже його творчість більше шанували за кордоном. Режисер навіть скаржився на Медведєва керівництву видавництва та тодішньому першому секретарю ЦК ВЛКСМ Євгену Тяжельнікову, проте той відповів, що він зовсім не мав на увазі в оповіданні Тарковського. У 1988 році Медведєв опублікував повість «Протей», у якій у завуальованій формі зроблено натяк, що обшук на квартирі Івана Єфремова відразу після його смерті відбувся за доносом братів Стругацьких. Проте й у цьому випадку Юрій Медведєв заперечував усі звинувачення, і відповідав, що будь-яка схожість із реальними людьми в його повісті є випадковістю. Окрім цього, Медведєв видав біографічну повість про Йоганна Кеплера «Капітан зоряного океану». Юрій Медведєв також є укладачем антологій фантастики «Російська фантастична проза XIX — початку XX століття» та «Бібліотеки російської фантастики у двадцяти томах». Разом із письменницею Оленою Грушко Медведєв також видав цикл книжок з історії Київської Русі, Росії та побуту росіян.

## Нагороди та премії
Юрій Медведєв був лауреатом премії «Кубок Андромеда» видавництва «Молода Гвардія» за 1987 рік та Пушкінської премії Уряду Москви 1999 року. Він також нагороджений міжнародним орденом «Кирила і Мефодія» та орденом Володимира Даля.

## Переклади
Твори Юрія Медведєва перекладались кількома мовами народів СРСР, а також англійською, польською та болгарською мовами.

### Повісті
- 1972 — Капитан звездного океана
- 1980 — Куда спешишь, муравей?
- 1983 — Чаша терпения
- 1988 — Протей
- 1997 — Любовь в зеркалах

### Оповідання
- 1960 — Размышляя над книгой
- 1961 — На чужом берегу
- 1962 — Эстафета
- 1962 — Человек, сидящий в кресле
- 1968 — Исповедь водителя МВ
- 1973 — Зеркало времени
- 1977 — Чертова дюжина «Оскаров»
- 1981 — Непокорная планетка
- 1982 — Любовь к Паганини
- 1983 — Тот день
- 1990 — Комната невесты
- 1990 — Созерцатели небес
- 1991 — Яко вертоград во цветении
- 1997 — Раба до скончания времен
- 1998 — Беатриса
- 2001 — Сад горбуньи
- 2001 — Декамерон-2000
- 2001 — Загипнотизированный

### Збірки та антології
- 1972 — Антология. Том 23
- 1986 — К. Э. Циолковский. Грезы о земле и небе
- 1985 — Бой на Калиновом мосту: Сборник героических сказок — [Без указания составителя]
- 1989 — Русская фантастическая проза XIX — начала XX века
- «Библиотека русской фантастики»
  - 1990 — Сказания о чудесах
  - 1990 — Звездочтец
  - 1991 — Старинные диковинки. Книга 1
  - 1992 — Старинные диковинки. Книга 2
  - 1996 — Киевские ведьмы
  - 1996 — Записки домового
  - 1997 — Косморама
  - 1997 — Страшное гадание
  - 1997 — Призраки
  - 1997 — Заколдованная жизнь
  - 1998 — Вечер в 2217 году
  - 1998 — Непокойные дома
  - 1998 — Музей восковых фигур
  - 1999 — Живая мебель
  - 1999 — Венецианское зеркало
  - 1999 — Деревянная королева
  - 2000 — Черный алмаз
  - 2000 — Храм снов
  - 2000 — Пурпурная мумия
  - 2001 — Комната невесты
- 1991 — Славянские сказки
- 1991 — Тайны загробной жизни
- 1992 — Храбрый Мэргэн: Сказки народов Приамурья
- 1992 — Польские сказки
- 1993 — Кума-чародейка: Сказки, предания, легенды / У співавт. з В. Блохиной
- 1993 — Капитан Немо в России
- 1993 — Деяния небожителей
- 1994 — Жар-птица: Русские народные сказки
- 1994 — Принцесса из апельсина: Сказки народов Европы
- 1995 — Зачарованная Русь
- 2003 — Н. И. Костомаров. Русская история в жизнеописания ее главнейших деятелей
- 2005 — В. О. Ключевский. Русская история
- 2009 — 10000 русских имен и фамилий
- 2014 — Русские легенды и сказания
- 2015 — История России. Сказки, предания, легенды

#### У співавторстві з Оленою Грушко
- 1995 — Словарь славянской мифологии
- 1995 — Словарь русских суеверий
- 1996 — Энциклопедия славянской мифологии
- 1996 — Словарь имен
- 1997 — Словарь фамилий
- 1997 — Словарь всемирной мифологии
- 1999 — Энциклопедия русских чудес
- 1999 — Энциклопедия русской мудрости
- 1999 — Толковый словарь русского языка В. И. Даля, современная версия
- 2000 — Современные крылатые слова и выражения
- 2000 — Энциклопедия русского знахаря
- 2000 — Энциклопедия русских имен
- 2000 — Энциклопедия русских фамилий
- 2000 — Энциклопедия русских суеверий
- 2000 — Энциклопедия знаменитых россиян
- 2000 — Энциклопедия русских примет
- 2001 — Энциклопедия русских преданий
- 2001 — Энциклопедия русской кухни
- 2002 — Энциклопедия русских песен
- 2003 — Мифы и легенды древней Руси
- 2004 — Русские народные сказки, легенды, предания
- 2004 — Русские легенды и предания
- 2005 — Русские легенды и обычаи